# 109 Piscium b
109 Piscium b (även känd som HD 10697 b) är en planet som roterar runt stjärnan 109 Piscium. Den är åtminstone 6,38 gånger mer massiv än Jupiter och är troligen en gasjätte. Dess solår är 1076,4 dagar och likt andra gasjättar med långt solår är dess omloppsexcentricitet större än Jupiters.
Upptäckarna uppskattar planetens effektiva temperatur till 264 K på grund av strålning från dess moderstjärna. Den effektiva temperaturen kan vara så mycket som 10-20 K varmare på grund av intern uppvärmning.
Preliminära astrometriska mätningar visar att planetens banlutning är 170,3°, vilket skulle innebära att 109 Piscium b har en massa på hela 38 gånger Jupiters massa. Om så vore fallet skulle planeten snarare vara en brun dvärg. Men vidare analys indikerar att precisionen vid mätningarna av banlutningen inte är tillräcklig för att slutgiltigen kunna ge en korrekt banlutning och massa.

## Banelement
| Planet | Massa         | Halv storaxel (AE) | Siderisk omloppstid (d) | Excentricitet | Inklination | Radie    |
| ------ | ------------- | ------------------ | ----------------------- | ------------- | ----------- | -------- |
| b      | 6,837±0,53 MJ | 2,14±0,088         | 1075,69±0,82            | 0,1043±0,0083 | 69±26,0o    | 1,152 RJ |